# Fritz-Hubert Gräser
Fritz-Hubert Gräser (3 janvier 1888  à Francfort-sur-l'Oder – 4 novembre 1960 à Göttingen) est un General der Panzertruppe allemand qui a servi au sein de la Wehrmacht dans la Heer  pendant la Seconde Guerre mondiale.
Il a été titulaire de la croix de chevalier de la croix de fer avec feuilles de chêne et glaives, attribuée pour récompenser un acte d'une extrême bravoure sur le champ de bataille ou un commandement militaire accompli avec succès.

## Biographie

### Empire
Gräser entre le 28 février 1907 au corps des cadets et devient aspirant au 12e régiment de grenadiers, qui est caserné à Francfort-sur-l'Oder. Il est nommé lieutenant le 27 janvier 1908 et Adjutant en novembre 1912. Lorsque la Première Guerre mondiale éclate, il combat avec son régiment sur le Front de l'Ouest. Il est nommé Oberleutnant, le 8 novembre 1914. Il commande la 9e compagnie de son régiment à partir du 16 septembre 1915 et il est sévèrement blessé à la tête, le 29 septembre, ce qui nécessite son hospitalisation, suivie d'une formation d'officier d'état-major. Il est élevé au grade de capitaine, le 18 décembre 1915. En juin 1916, il fait partie de l'état-major autrichien sur le Front de l'Est et, après le 1er novembre 1916, il est versé à l'état-major du 3e corps d'armée en tant qu'officier en second. Il est nommé premier officier de l'état-major de la 1re division de réserve en mai 1918.

### Entre-deux-guerres
Gräser est versé après la guerre à l'état-major de l'Armeeoberkommando (haut-commandement de l'armée) pour la défense de la frontière nord, et, le 21 juillet 1919, au grand état-major. Il donne sa démission de l'armée, le 21 janvier 1920, pour se consacrer à l'exploitation de son domaine agricole d'Hubertushof, près de Reppen. De 1927 à 1931, il est directeur de la Motor Fahrzeug AG dans sa ville natale.
Il reprend du service dans l'armée de réserve le 1er novembre 1932 et devient un an plus tard commandant du Wehrkreisberzirkskommando de Francfort. Il est nommé major, le 1er mai 1934, lorsqu'il retourne dans l'armée d'active. Il est affecté d'abord au 8e régiment d'infanterie et, à l'été 1934, part étudier un trimestre dans une académie militaire à Döberitz. Il devient commandant du 1er bataillon d'infanterie de Crossen. Un an plus tard, il commande au 8e MG bataillon de Züllichau. C'est à cette fonction qu'il est nommé lieutenant-colonel en octobre 1936, puis colonel en octobre 1938.

### Seconde Guerre mondiale
Le colonel Gräser est nommé commandant le 26 août 1939 du 29e régiment d'infanterie qui participe à la campagne de Pologne et ensuite à la bataille de France. En 1941, il prend part à l'opération Barbarossa d'envahissement de l'URSS. Il est grièvement blessé, le 11 juillet 1941, et doit être amputé de la jambe gauche. Il est affecté alors à la réserve du führer, puis nommé Generalmajor, le 1er octobre 1941.
C'est le 1er mars 1943 qu'il retourne au front, en tant que commandant de la 3e Panzergrenadier Division, où il est nommé, le 15 mai 1943 Generalleutnant. Il s'attache à mieux former ses cadres et suit de près les opérations. Il y commande, jusqu'au 31 mai 1944. Il est versé à nouveau dans la réserve du führer. Du 12 au 27 juin 1944, il suit des cours pour la Kommandierende Generale à Hirschberg, est nommé à la tête du XXIV. Panzerkorps le 28 juin suivant, et, le 20 août 1944, du XXXXVIII. Panzerkorps. C'est en tant que général des Panzertruppe qu'il est nommé commandant de corps, le 1er septembre 1944. Il quitte le commandement de la 4e armée de Panzer à la fin du mois pour devenir Oberbefehlshaber en janvier 1945. Il combat dans l'est de l'Allemagne, notamment à la bataille de Bautzen, en avril.
Après la capitulation, il est prisonnier des Américains avec le reste de son armée. Il est libéré en 1947.

## Décorations
- Croix de fer (1914)
  - 2e classe  (16 septembre 1914)
  - 1re classe (9 octobre 1916)
- Agrafe de la croix de fer (1939)
  - 2e classe (24 septembre 1939)
  - 1re classe (23 octobre 1939)
- Croix allemande en or (8 février 1942)
- Croix de chevalier de la croix de fer avec feuilles de chêne et glaives
  - Croix de chevalier le 19 juillet 1940 en tant que Oberst et commandant du Infanterie-Regiment 29 (mot.)[1]
  - 517e feuilles de chêne le 26 juin 1944 en tant que Generalleutnant et commandant de la  3. Panzergrenadier-Division[2]
  - 154e glaives le 8 mai 1945 en tant que General der Panzertruppe et commandant de la 4. Panzerarmee[3]